# Државни пут 258
Државни пут IIА реда 258 је регионални пут у јужној Србији. Пут се пружа паралелно са реком Јужном Моравом и ауто-путем А1. До маја 2019. године пут је био категорисан као пут IБ реда 44, и служио као замена за неизграђене деонице аутопута А1 од Лесковца до Прешева.

## Траса пута
| \| \| \| \| Везе \| \| --- \| --------------------- \| \| -------------------------------------------------- \| \| 0 \| Излаз Лесковац центар \| \| Ниш, Београд \| \| 0 \| Излаз Лесковац центар \| \| Лесковац, Ниш \| \| 14 \| Лесковац \| \| Лесковац, Власотинце \| \| 27 \| Ораовица \| \| Ниш, Београд \| \| 29 \| Грделица \| \| Власотинце \| \| 36 \| Предејане \| \| Црна Трава \| \| 38 \| Излаз Предејане \| \| Ниш, Врање \| \| 54 \| Владичин Хан \| \| Сурдулица, Власинско језеро \| \| 57 \| Полом \| \| Врање \| \| 60 \| Грамађе \| \| Владичин Хан, Сурдулица, Стрезимировци ( Бугарска) \| \| 74 \| Ранутовац \| \| Врањска Бања, Крива Феја, Босилеград \| \| 79 \| Врање \| \| Прешево \| \| 81 \| Врање \| \| Власе, Барелић, Доњи Стајевац \| \| 90 \| Давидовац \| \| Прохор Пчињски ( Македонија) \| \| 93 \| Бујановац \| \| Прешево \| \| 96 \| Бујановац \| \| Гњилане, Урошевац \| \| 116 \| Чукарка \| \| Прешево, Гњилане \| \| 121 \| Прешево 2 \| \| Куманово ( Македонија) \| |                       |  |                                                    |
| |                       |  | Везе                                               |
| 0 | Излаз Лесковац центар |  | Ниш, Београд                                       |
| 0 | Излаз Лесковац центар |  | Лесковац, Ниш                                      |
| 14 | Лесковац              |  | Лесковац, Власотинце                               |
| 27 | Ораовица              |  | Ниш, Београд                                       |
| 29 | Грделица              |  | Власотинце                                         |
| 36 | Предејане             |  | Црна Трава                                         |
| 38 | Излаз Предејане       |  | Ниш, Врање                                         |
| 54 | Владичин Хан          |  | Сурдулица, Власинско језеро                        |
| 57 | Полом                 |  | Врање                                              |
| 60 | Грамађе               |  | Владичин Хан, Сурдулица, Стрезимировци ( Бугарска) |
| 74 | Ранутовац             |  | Врањска Бања, Крива Феја, Босилеград               |
| 79 | Врање                 |  | Прешево                                            |
| 81 | Врање                 |  | Власе, Барелић, Доњи Стајевац                      |
| 90 | Давидовац             |  | Прохор Пчињски ( Македонија)                       |
| 93 | Бујановац             |  | Прешево                                            |
| 96 | Бујановац             |  | Гњилане, Урошевац                                  |
| 116 | Чукарка               |  | Прешево, Гњилане                                   |
| 121 | Прешево 2             |  | Куманово ( Македонија)                             |